# 포스트모던 건축
포스트모던 건축(Postmodern architecture)은 현대 건축의 엄격함, 형식성, 다양성 부족에 대한 반작용으로 1950년대 후반에 등장한 스타일 또는 운동으로, 특히 필립 존슨과 헨리-러셀 히치콕(Henry-Russell Hitchcock)이 옹호한 국제 스타일에서 그러하다. 이 운동은 건축가이자 도시 계획가인 데니스 스콧 브라운(Denise Scott Brown)과 건축 이론가 로버트 벤투리가 1972년 저서 "Learning from Las Vegas"에서 소개했다. 이 스타일은 1980년대부터 1990년대까지 특히 스콧 브라운 & 벤투리, 필립 존슨, 찰스 무어, 마이클 그레이브스의 작업에서 번성했다. 1990년대 후반에는 하이테크 건축, 신미래주의, 신고전주의 건축, 해체주의 등 다양한 새로운 경향으로 나뉘었다. 그러나 이 기간 이후에 지어진 일부 건물은 여전히 포스트모던으로 간주된다.